# SPAD S.XV
Le SPAD S.XV est un avion de chasse monoplace français apparu à la fin de la Première Guerre mondiale et resté à l'état de prototype.
Première réalisation d’André Herbemont à la tête du bureau d’études SPAD après le départ de Louis Béchereau au printemps 1917, ce biplan monoplace à ailes non décalées se caractérisait surtout par l’aérodynamique de son fuselage de construction monocoque en bois prolongeant le capot-moteur carénant un moteur rotatif Gnome Monosoupape de 160 ch. L’hélice était pourvue d’une très importante casserole. On connaît cinq versions de cet appareil :
- S.VI/1 : Version initiale qui effectua son premier vol le 31 juillet 1917.

- S.XV/2 : Second prototype, testé en août 1917 avec une voilure allongée et un empennage modifié, il fut jugé inférieur au Morane-Saulnier AI et au Nieuport 28.

- S.XV/3 : Cet appareil qui semble avoir volé en janvier 1918 se distinguait par un allongement du fuselage.

- S.XV/4 : Équipé d’un moteur Le Rhône de 180 ch, ce monoplace fut proposé à la Marine nationale dans le cadre d’un programme de chasseurs embarqué pour lequel le Nieuport NiD.32 fut retenu[2].

- S.XV/5 : Sous cette appellation fut présenté en 1919 à la première exposition aéronautique organisée à Amsterdam un monoplaces de sport équipé d'un moteur Le Rhône de 80 ch. Deux exemplaires furent construits[1], dont un destiné à René Fonck.

## Sources
1. 1 2  Green/Swanborough
2. ↑  Ray Sanger p. 167